# 佩布利馬德斯通島
佩布利馬德斯通島（英語：Pebbly Mudstone Island），是南極洲的島嶼，處於哈爾彭角西南面0.6公里，屬於迪羅克群島的一部分，由威斯康星大學麥迪遜分校地質學會命名，現時由南極條約體系管理。